# Daniel Costantini

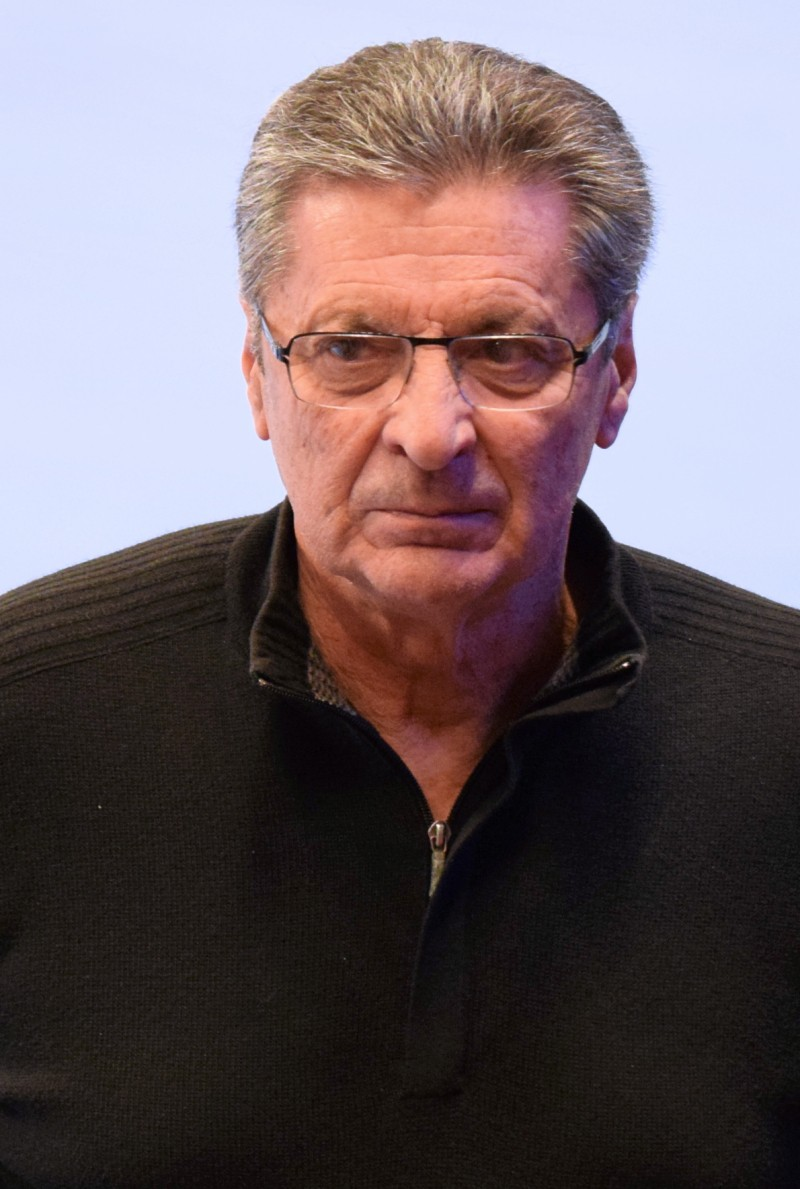
Daniel Costantini, 2014.

Daniel Costantini, född 31 oktober 1943 i Marseille, är en fransk tidigare handbollstränare och handbollsspelare. Han var förbundskapten för Frankrikes herrlandslag från 1985 till 2001. Under denna period vann laget OS-brons 1992, två VM-guld (1995 och 2001), VM-silver 1993 och VM-brons 1997.

## Klubbar som spelare
- Stade Marseillais UC (1959–1973)

## Tränaruppdrag
- Stade Marseillais UC (1973–1985)
- Frankrike (1985–2001)